# Nitrosomonas
Nitrosomonas è un genere che comprende batteri chemioautotrofi a forma di bastoncello.
Questi rari batteri ossidano l'ammoniaca in nitrito tramite un processo metabolico. Essendo l'ammoniaca una sostanza tossica, i Nitrosomonas sono utili nel trattamento di acque industriali e fognarie. 
Sono inoltre importanti nel ciclo dell'azoto perché incrementano la disponibilità di azoto per le piante e limitano la fissazione dell'anidride carbonica. I batteri di questo genere si trovano nel terreno, nelle fognature, nell'acqua dolce e sulla superficie degli edifici, specialmente in aree inquinate dove l'aria contiene alti livelli di composti dell'azoto. Sono inoltre presenti negli acquari (nei cosiddetti filtri biologici) facendo parte, insieme ai Nitrobacter, del ciclo dell'azoto atto a garantire la vita in acquario, ovvero la conversione dell'ammoniaca prodotta dai pesci in nitriti, poi in nitrati che sono molto meno tossici.
Le condizioni ambientali ottimali per questi batteri sono tra 6,0-9,0 di pH e tra 20 e 30 °C di temperatura. La maggior parte delle specie sono mobili grazie a flagelli polari.
I Nitrosomonas hanno la capacità di generare delle membrane che formano tubi lunghi e stretti all'interno della cellula. In queste membrane vengono utilizzati gli elettroni provenienti dall'ossidazione dell'ammoniaca al fine di produrre energia. I batteri di questo genere ottengono il carbonio dall'atmosfera tramite la fissazione del carbonio, la quale converte l'anidride carbonica in carbonio organico. A differenza delle piante, che per questo stesso processo sfruttano l'energia solare tramite la fotosintesi,  i Nitrosomonas si servono dell'energia derivata dall'ossidazione dell'ammoniaca per fissare il carbonio gassoso in molecole organiche. Questi batteri devono consumare grandi quantità di ammoniaca prima di potersi dividere e il processo della mitosi può durare svariati giorni. I Nitrosomonas sono fotofobici, per proteggersi dalla luce si coprono di fanghiglia o formano dei gruppi con altri microbi.
È stato scoperto che la specie Nitrosomonas europaea è in grado di degradare anche una varietà di composti alogenati tra cui il tricloroetilene, il benzene e il vinilcloruro.